# Ted Deerhurst
Ted Deerhurst, genannt „Lord Ted“ (* 24. September 1957 als Edward George William Oscar (Omar?) Coventry, Viscount Deerhurst; † 4. Oktober 1997 an der North Shore (Oʻahu)), war der erste Profi-Surfer aus Großbritannien.

## Biographie

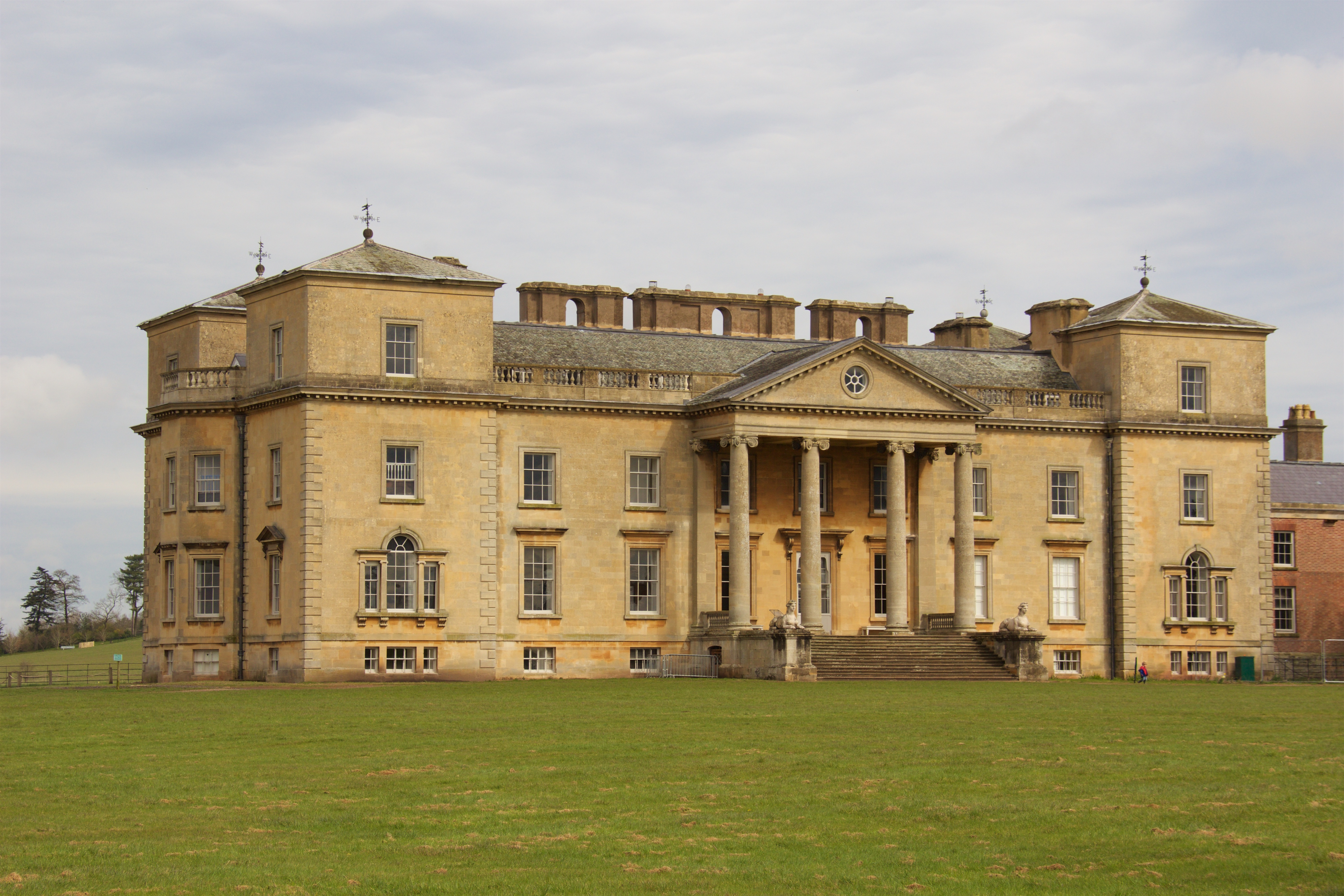
Croome Court, ehemaliger Wohnsitz der Familie Coventry

### Familie, Jugend und Ausbildung
Ted Deerhurst war der Sohn des britischen Peers George Coventry, 11. Earl of Coventry (1934–2002). Seine Mutter war die US-Amerikanerin Marie „Mimi“ Farquhar Medart (1934–1998), die vor der Ehe von dem ägyptischen König Faruq umworben worden war. Sie war die Tochter des früheren Stummfilm-Stars Rose Blossom und des Hamburger-Millionärs und Amateurgolfers William Sherman Medart aus St. Louis, der 1951 unter mysteriösen Umständen in Paris nach dem Sturz aus einem Hotelfenster starb. Die englische Familie Coventry, die bis 1948 auf Croome Court lebte, führt ihre Vorfahren auf einen Kreuzzügler zurück. Deerhursts Großvater fiel im Rang eines Lieutenants 1940 in der Schlacht von Dünkirchen. Die Eltern hatten 1955 geheiratet und wurden 1963 geschieden; der Vater ging anschließend drei weitere Ehen ein, die Mutter eine weitere. 
Nach der Scheidung zog Mimi Coventry entgegen der Scheidungsvereinbarung mit ihrem Sohn von England nach Kalifornien, wo er die Santa Monica High School besuchte. Dort begeisterte er sich für das Surfen. Es kam zu einem Sorgerechtsstreit zwischen den Eltern, da sein Vater befürchtete, der Sohn würde ein „footloose beachbum“ („verantwortungsloser Strandgammler“) werden. Ted Deerhursts Mutter wurde sogar inhaftiert, damit sie seinen Aufenthaltsort preisgab. Der Earl konnte den Rechtsstreit für sich entscheiden, und Ted Deerhurst musste mit 15 Jahren nach England zurückkehren. Aus Protest gegen diese Maßnahme färbte er sich die Haare orange: „I wanna stay in America and surf with my friends“ („Ich möchte in Amerika bleiben und mit meinen Freunden surfen“). In England besuchte er die reformpädagogische Schule Dartington Hall School, wo er ein auffälliges Verhalten an den Tag legte. So streute er Rattengift in den Kaffee eines Nebenbuhlers, der jedoch überlebte. Im Alter von 18 Jahren zog er nach Hawaii. Er war mittellos, schlug sich mit verschiedenen Hilfsarbeiten durch und schlief zeitweilig in seinem Auto.

### Leben als Surfer
In den 1990er Jahren lebte Deerhurst, inzwischen einmal geschieden, auf Hawaii, nachdem er einige Zeit in Australien verbracht hatte. Neben dem Surfen baute er sich seine eigene Welt. Während er auf die passenden Wellen wartete, spielte er am Strand Schlachtszenen mit Spielzeugfiguren nach; seine Boards nannte er Excalibur und sie waren mit einem Schwertlogo verziert. Sein Idol war Winston Churchill, dessen Bücher er las. Nachdem er als Amateur für die Weltmeisterschaften für sein Land nominiert worden war, versöhnte sich sein Vater mit ihm. 1978 wurde er als erster Brite Profi in diesem Sport. Trotz seiner Leidenschaft für das Surfen wurde ihm in Fachkreisen nur „bescheidenes Talent“ bescheinigt. Sein größter Erfolg als Profi war das Erreichen des Halbfinales der Smirnoff Pro-Am in Sunset Beach im Jahr 1978; er erreichte nie die Top 100 der Profi-Rangliste. The Sportsman schrieb: „Ted tried to construct a life of his own, independent from his history, taking him away from the pomp and circumstance of the British aristocracy to the freedom-loving community in the islands in the middle of the Pacific, where he fought to make a name for himself in a society that embraces the bohème.“ („Ted versuchte, sich ein eigenes, von seiner Geschichte unabhängiges Leben aufzubauen, das ihn weg vom Prunk der britischen Aristokratie hin zu einer freiheitsliebenden Gemeinschaft auf den Inseln mitten im Pazifik führte, wo er darum kämpfte, sich in einer Gesellschaft, die der Bohème nahestand, einen Namen zu machen.“) Zwischendurch versuchte er sich im Snowboarden mit den Worten: „Wenigstens kann man in den Bergen nicht ertrinken“, verletzte sich dabei aber so schwer, dass er sechs Monate im Krankenhaus verbringen musste.
1982 war Ted Deerhurst auf dem Cover des Magazins Surfer abgebildet, und er trat in zwei Filmen auf. Er gründete die Excalibur Foundation, um behinderten und unterprivilegierten Kindern das Surfen zu ermöglichen. Gegen Ende seines Lebens war er stolz darauf, ein integriertes Mitglied der hawaiianischen Gemeinschaft geworden zu sein, und er kämpfte gegen die Überbebauung der North Shore.
Ende der 1990er Jahre verliebte sich Ted Deerhurst in eine Nachtclubtänzerin; wegen dieser Liebesaffäre soll er von einem Rivalen, einem bekannten Kriminellen, bedroht worden sein. Am 4. Oktober 1997 wurde „Lord Ted“ tot in der Badewanne seiner Wohnung auf Hawaii gefunden. Offiziell gab der Gerichtsmediziner als Todesursache Herzversagen an, ausgelöst durch einen epileptischen Anfall. Seine Asche wurde von anderen Surfern im Meer verstreut. Sein Biograph Andy Martin vertritt die Ansicht, Ted Deerhurst könnte von seinem Rivalen ermordet worden sein.
2012 wurde das Museum of British Surfing in Braunton, North Devon, mit der Unterstützung von Deerhursts Familie eröffnet. Von Mai 2020 bis Juni 2021 wurde in Croome Court Ted Deerhursts mit der Ausstellung Surf, Sweat and Tears gedacht.